# María de las Nieves Álvarez
María de las Nieves Álvarez, född 1760, död 2 april 1828, var en spansk affärsidkare. Hon var direktör för den kungliga spanska tapetfabriken Real Fábrica de Tapices 1814-1828, en ovanlig position för en kvinna på den tiden.